# ヘザー・ドナヒュー
ヘザー・ドナヒュー（Heather Donahue, 1974年12月22日 - ）は、アメリカ合衆国の元女優。ペンシルベニア州デラウェア郡アッパー・ダービー出身。

## 人物
1999年の映画『ブレア・ウィッチ・プロジェクト』の主演女優として知られる。映画は世界的大ヒットとなったが、自身は第20回ゴールデンラズベリー賞最低主演女優賞を受賞した。
その後、テレビドラマ『TAKEN』に出演するなど細々と女優業をしていたが、2008年限りで引退した。
その理由として、2011年に出版した自叙伝『グロウ・ガール』によると、2007年に月経前症候群を治癒するため薬用マリファナを処方された際、自分で栽培してみようと思い立ち、薬用マリファナを栽培するカリフォルニア北部のコミュニティで1年間栽培にあたったという。これについて、ドナヒューは自らのウェブサイトで、「ひどい映画に出演するよりも、薬用マリファナを世に送り出すほうがずっと気分がよかった」と述べている。
その後、ドナヒューは薬用マリファナのビジネスから離れた。『グロウ・ガール』の執筆と、仲間の栽培者が逮捕されたのが理由である。